# Gęśle
Gęśle – grupa staropolskich, ludowych instrumentów muzycznych strunowych o niesprecyzowanej konstrukcji, na których grano szarpiąc struny palcami, plektronem, lub przeciągając po nich smyczkiem.

## Nazwa
Współcześnie termin „gęśle” używany jest na określenie wszelkich staropolskich instrumentów strunowych, dla których nie można ustalić ich dawnej nazwy. Instrumentolodzy przypuszczają, że określenie „gęśle” może być odpowiednikiem niemieckiego terminu fidel i francuskiego vièle. Najstarszym źródłem historycznym, w którym pojawiło się słowo „gęśle” jest pochodzący z końca XIV wieku Psałterz floriański. Polska etnomuzykolog Ewa Dahlig-Turek nie wyklucza, że również pierwotnie terminem „gęśle” określano wszelkie instrumenty strunowe, a nawet inne instrumenty muzyczne.

## Rodzaje

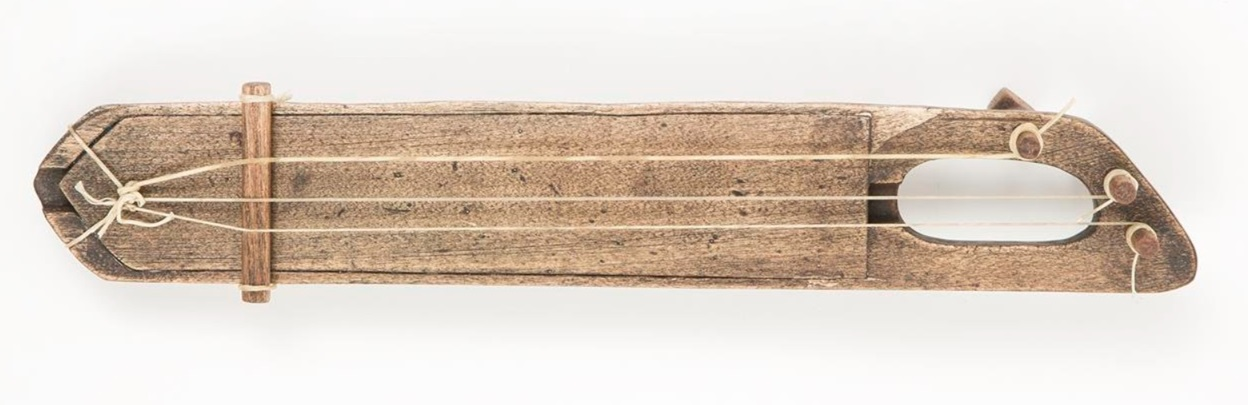
Rekonstrukcja gęśli z Opola, ze zbiorów Muzeum Ludowych Instrumentów Muzycznych w Szydłowcu

Gęślami staropolskimi nazywany jest 2-strunowy instrument smyczkowy z płaskim, owalnym pudłem rezonansowym i krótką szyjką zakończoną deską kołkową, który został uwieczniony na drzeworycie w encyklopedii ziemiańskiej Skład Abo Skarbiec Znakomitych Sekretow Oekonomiey Ziemianskiey z 1693 Jakuba Haura. Według polskiego kolekcjonera instrumentów muzycznych Zdzisława Szulca grano na nich techniką paznokciową.
Gęśle z Opola to pochodzący z II połowy XI wieku instrument, którego dwa egzemplarze odkryto podczas prac archeologicznych w Opolu, w 1952. Jest odmianą liry, której struny przeciągano smyczkiem lub szarpano palcami. Jego wykonany z drewna lipowego korpus ma kształt wąskiego korytka i przykryty jest płytą rezonansową. U jednego końca ma uchwyt do kołków, przy końcu drugiego zaś podłużny otwór chwytowy. Długość całkowita intrumentu wynosi 23,5 cm, szerokość 4 cm.
Gęśle gdańskie to eksponat odkryty na stanowisku archeologicznym w Gdańsku w 1948 i datowany na początek XIII wieku. Podobny jest z konstrukcji do opolskiego, jak on wykonany z jednego, żłobionego kawałka drewna, ale ma pięć strun, większe gabaryty (długość około 40 cm, szerokość u dołu 7,5, u góry 12 cm) i poprzecznie zlokalizowany otwór chwytowy. Korpus od spodu zdobiony jest rytym ornamentem z plecionych elips i linii. Jest blisko spokrewniony ze średniowiecznymi gusli znajdywanymi na terenie dawnego Księstwa Nowogrodzkiego, gdzie grano na nim szarpiąc struny, podczas gdy na terenie Polski bardziej rozpowszechnioną była technika smyczkowa i paznokciowe skracanie strun. Polski instrumentolog Włodzimierz Kamiński zaliczył gęśle gdańskie do grupy północnoeuropejskich kanteli.
Gęślami podhalalańskimi, względnie gęślikami nazwał Szulc za Chybińskim trzystrunowy pierwotnie instrument podobny do rebecu. W miarę upływu czasu gęśliki przejęły od skrzypiec czwartą strunę, otwory rezonansowe w kształcie efów oraz główkę zakończoną ślimakiem, od oktawki natomiast i złóbcoków – kształt korpusu. W takiej postaci znane były i wytwarzane na Podhalu na pewno w XIX i jeszcze w XX wieku.